# Пам'ятник Богданові Хмельницькому (Київ)
Па́м'ятник Богда́нові Хмельни́цькому в Ки́єві — пам'ятка мистецтва ХІХ століття, один із символів Києва. Урочисто відкритий 11 (23) липня 1888 року на Софійській площі в рамках святкування 900-річчя Хрещення Русі.

## Історія
Ідея створення пам'ятника виникла серед громадськості з ініціативи історика, професора Київського університету Миколи Костомарова у 1840-х роках. Після отримання дозволу царського уряду у 1860 було створено комітет на чолі з Михайлом Юзефовичем — професором Імператорського університету св. Володимира, головою Київської археографічної комісії, теоретиком «великодержавного» руху в Україні та відомим українофобом. За такого керівництва перший проєкт пам'ятника, створений скульптором Михайлом Микешиним, був відверто шовіністичний  та антипольський— кінь Богдана Хмельницького топтав копитами тіло ксьондза-єзуїта, вкритого розірваним польським прапором, поруч нього мав бути розірваний ланцюг, як символ визволення від «польського іга». Збиті конем зі скелі падали фігури польського шляхтича та єврея-орендаря, перед якою малорос, червонорос, білорус та великорос слухали пісню сліпого кобзаря . Барельєфи п'єдесталу зображували битву під Збаражем, Переяславську раду та сцену в'їзду козацького війська на чолі з Хмельницьким у Київ.

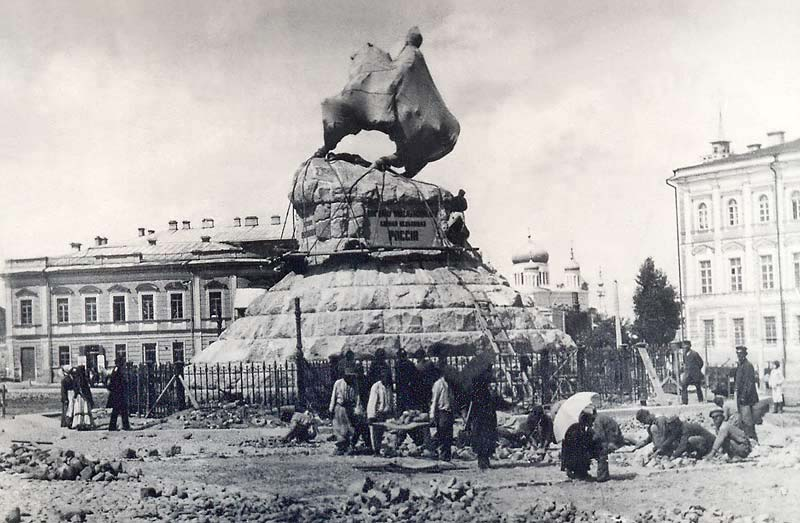
Встановлення пам'ятника, 1888 рік

З 1870 року розпочався збір коштів за всеросійською підпискою. Через те, що зібрана сума виявилася невеликою (лише 37 тис. карбованців), а також завдяки сумнівам генерал-губернатора Олександра Дондукова-Корсакова щодо доцільності антипольського та антисемітського пам'ятника, комітет вирішив скоротити бюджет проєкту, залишивши тільки центральну фігуру гетьмана та єзуїта. У 1877 році була готова гіпсова модель. 3 травня 1878 р. Олександр II оглянув гіпсові оригінали й наказав фігуру єзуїта прибрати. У 1879 році на петербурзькому заводі Берда було відлито з бронзи статую (проєкт Михайла Микешина у металі реалізували П. Веліонський та А. Обер), на яку Морське відомство пожертвувало 1600 пудів (25,6 т) металобрухту. Портретні риси та особливості одягу Богдана Хмельницького були відтворені за консультаціями професора-історика Володимира Антоновича.
Наступного року статую перевезли до Києва, де вона кілька років зберігалася у дворі будинку Присутственних місць, бо на постамент, передбачений проєктом, не вистачило коштів. Лише у 1885 році архітектор Володимир Ніколаєв склав дешевший проєкт постаменту і втілив його у життя. Каміння для постаменту подарувала управа Київської фортеці. Сам Володимир Ніколаєв при цьому працював безоплатно, до того ж на зекономлені гроші спроєктував ще огорожу з ліхтарями. Одним з меценатів будівництва був український підприємець-філантроп Павло Харитоненко.
Міська легенда розповідає, що коли монумент вже зайняв своє місце, виявилося, що кінь дуже неввічливо повернутий хвостом до Михайлівського Золотоверхого собору. Тому постамент начебто було розвернуто, і гетьманська булава, яка, за задумом, повинна була загрожувати Польщі, виявилася спрямованою кудись у бік Швеції. А от на Москву, всупереч іншій поширеній легенді, Богдан не вказував ніколи. Про московську орієнтацію пам'ятника нагадували хіба що плити з написами на постаменті: «рос. дореф. «Волимъ подъ царя восточнаго, православнаго» і «рос. дореф. Богдану Хмельницкому единая недѣлимая Россія». У 1919 і 1924 роках їх було замінено на «Богдан Хмельницький. 1888». Цей напис можна бачити й зараз.

## Композиція пам'ятника

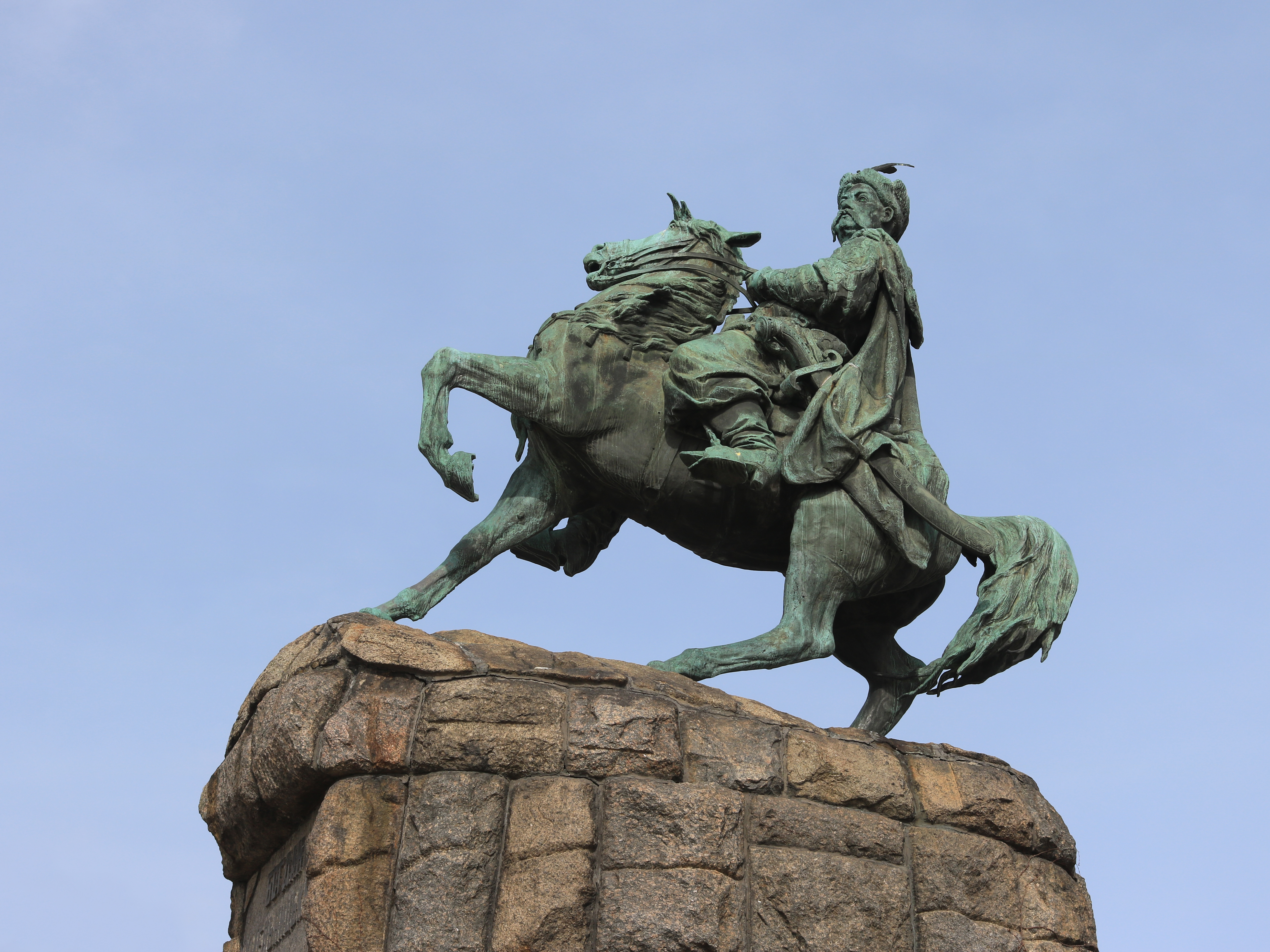
Пам'ятник Богданові Хмельницькому

У зображенні моменту різкої зупинки вершником розпашілого коня закладено символ: мужній полководець наче перериває стрімкий рух, щоб указати народові, який зібрався на площі, на північний схід (саме на Софійському майдані, 23 грудня 1648 року кияни зустрічали Богдана Хмельницького та козацькі полки після перемоги під Пилявцями). У владному приборканні коня, рішуче піднесеній правій руці з булавою, зверненому до народу обличчі відчувається незламна воля сильної особистості.

## Архітектурні особливості
Відмінно пристосована до кругового огляду скульптура відзначається різноманітністю і красою контурів, ретельним опрацюванням численних деталей, які добре проглядаються завдяки невисокому постаментові, що за своєю формою нагадує степовий курган. Надзвичайно виразним є силует коня, вигин його ніг і голови, що подалася назад. Складки одягу вершника трактовані експресивно, що посилює складну світлотіньову градацію усієї композиції. Моделюючи обличчя вершника, автор широко використав іконографію Богдана Хмельницького, наділивши його портретними рисами та передавши характер рішучої вольової людини.

## Інсталяція із пам'ятником
26 вересня 2015 року українські інженери з «Impression Electronics» підготували 3D інсталяцію. На LED-екранах вагою 39 тонн, висотою 7,72 метра та загальною площею 305 квадратних метрів «оживили» Богдана Хмельницького [Архівовано 26 березня 2016 у Wayback Machine.]. Будинки навколо пам'ятника у режимі реального часу транслювались на екран, а сам гетьман, власне його 3D проєкція, рухався верхи на коні.

## Зображення

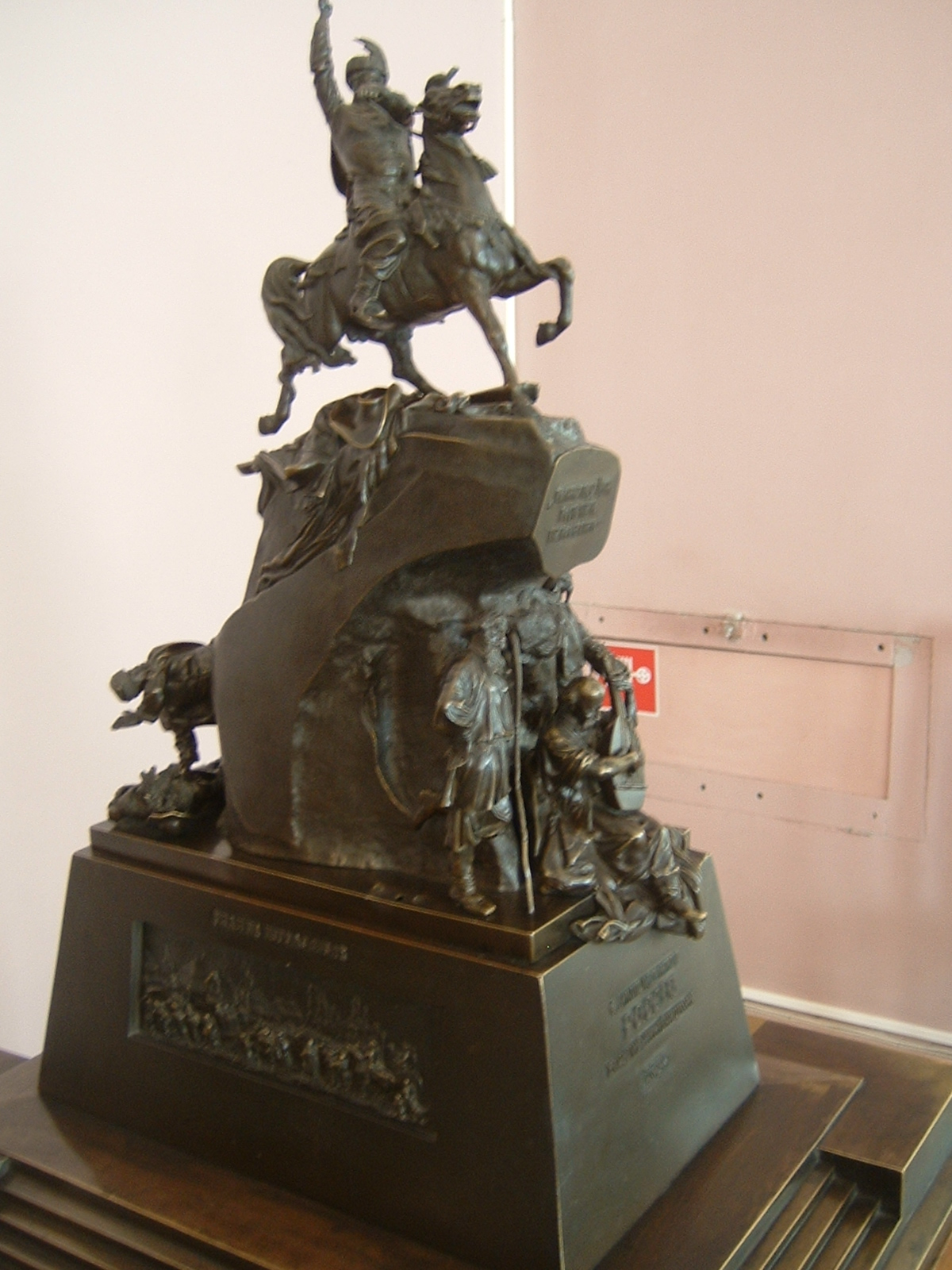
Один із проєктів пам'ятника Хмельницькому в Києві
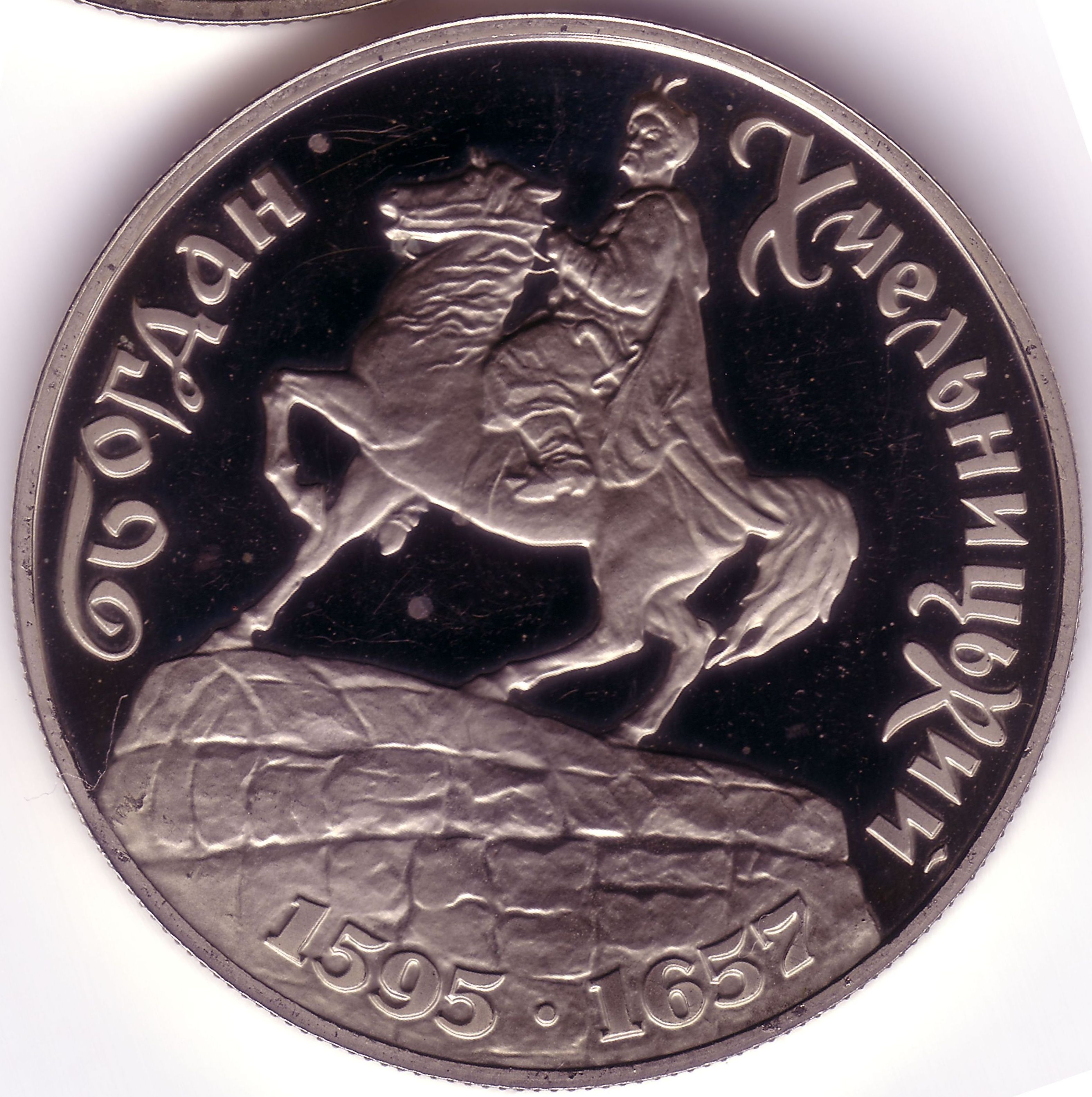
Зображення пам'ятника Богдану Хмельницькому на монетах у 200 000 (1995) та 1 000 000 карбованців (1996)
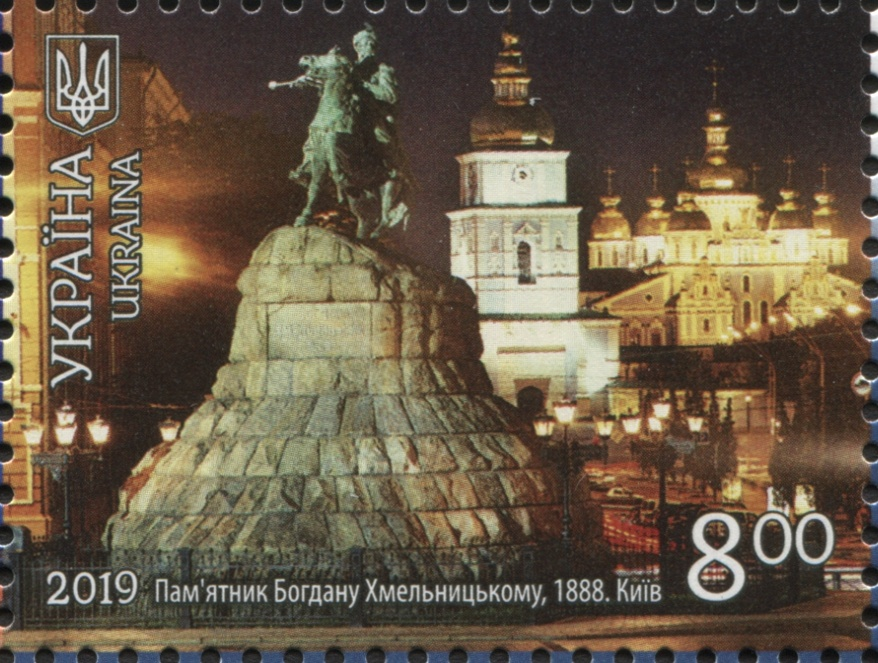
Марка «Пам'ятник Богдану Хмельницькому, 1888. Київ» із блоку «Краса і велич України. Київ» (2019)
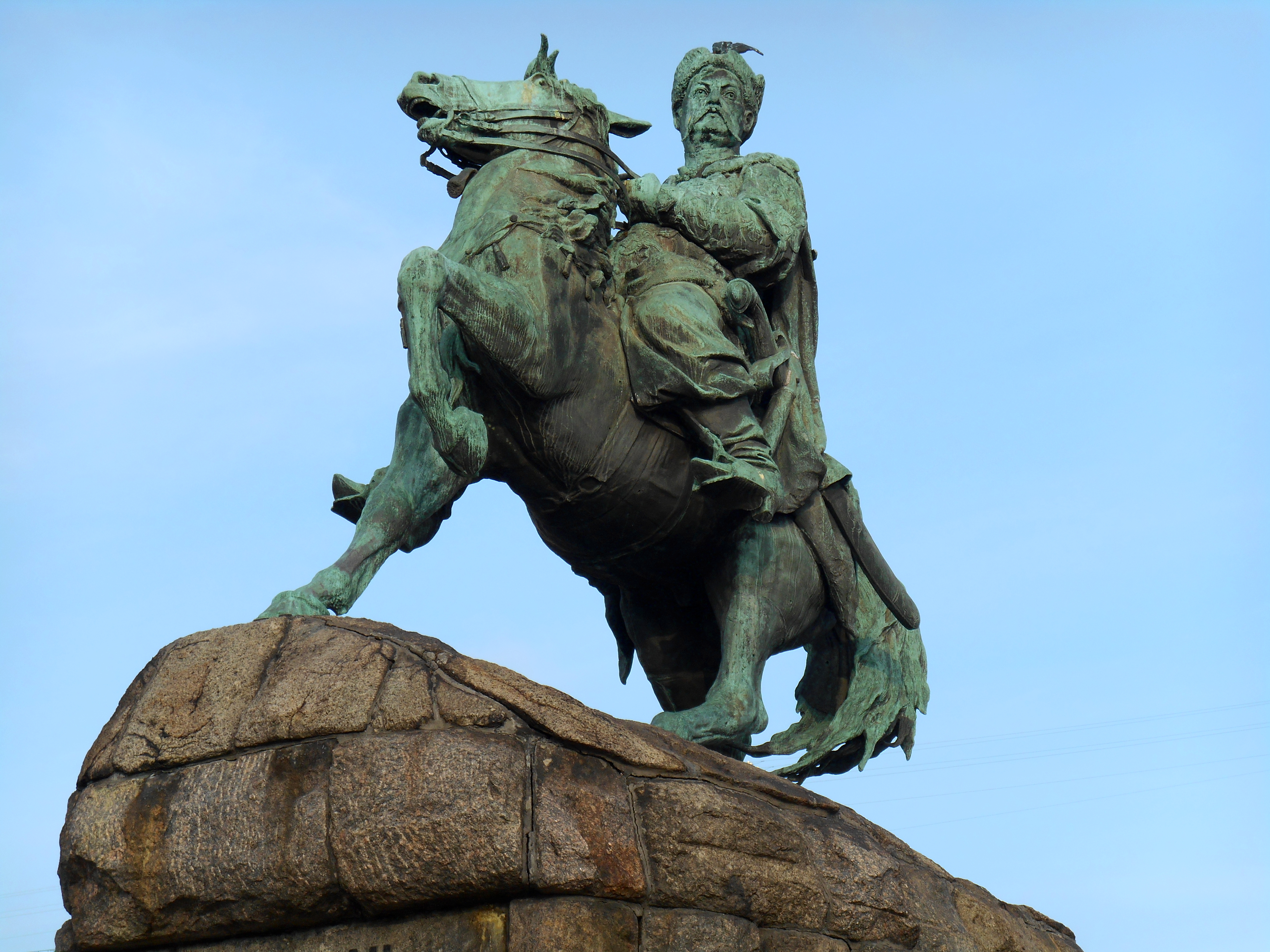
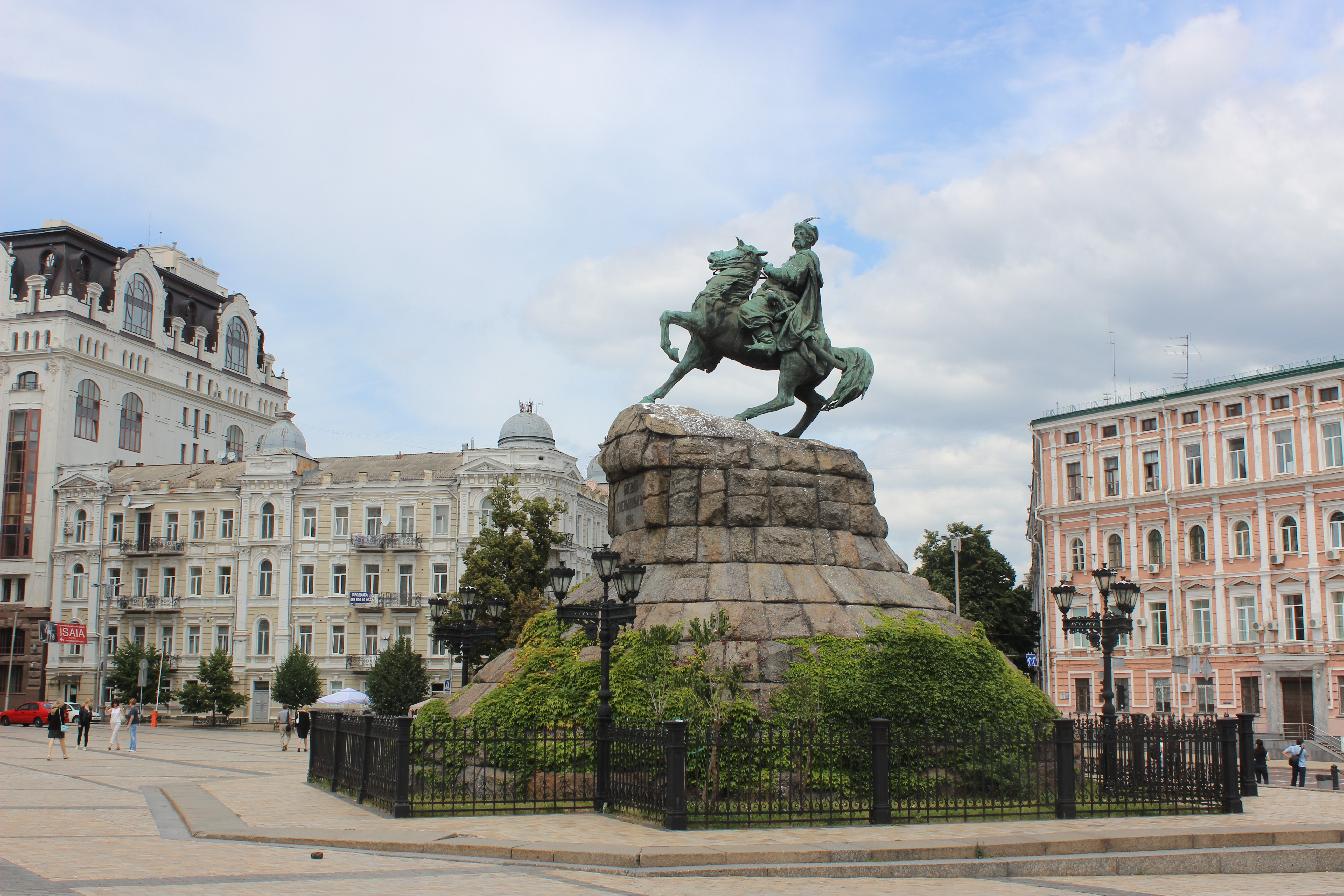
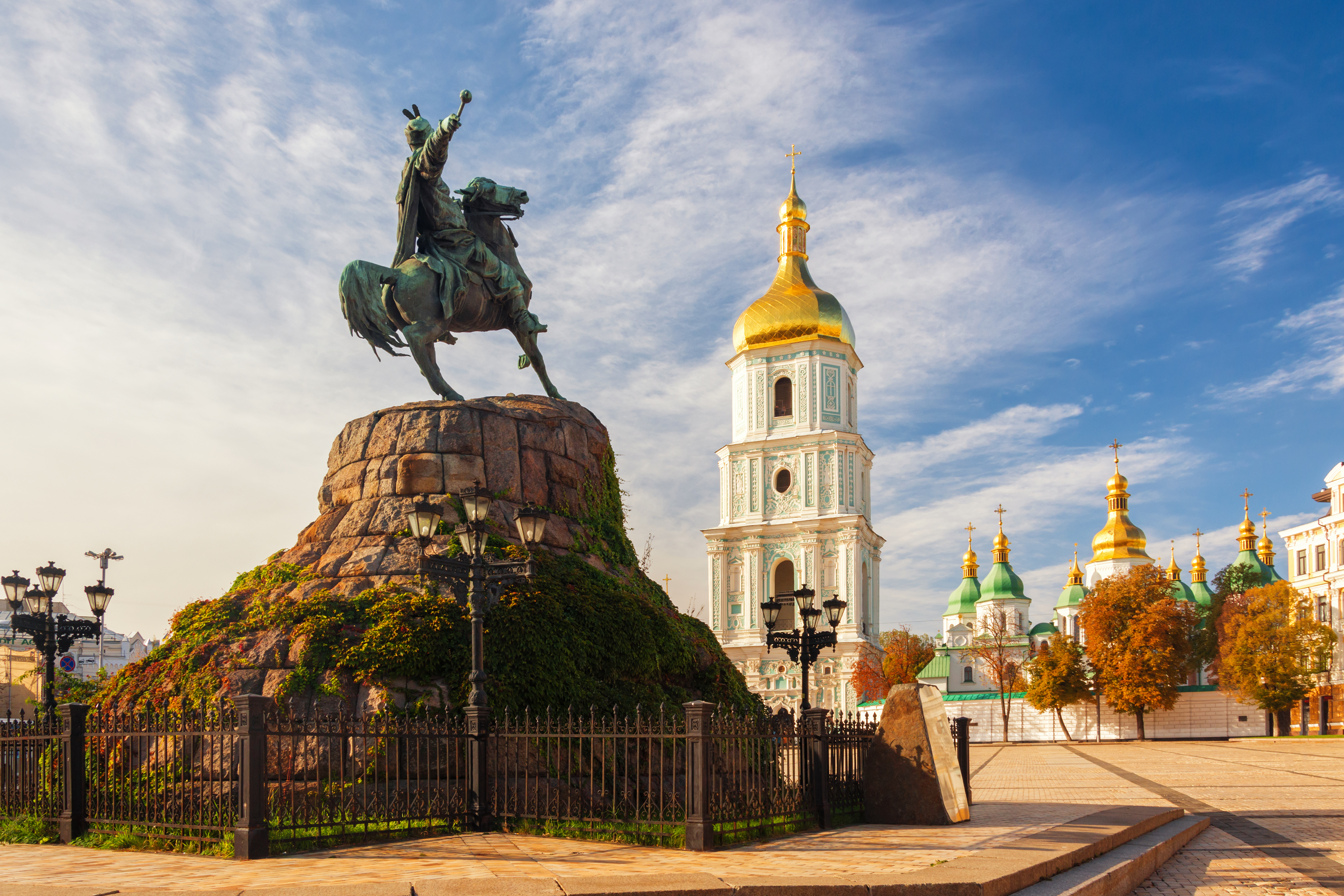
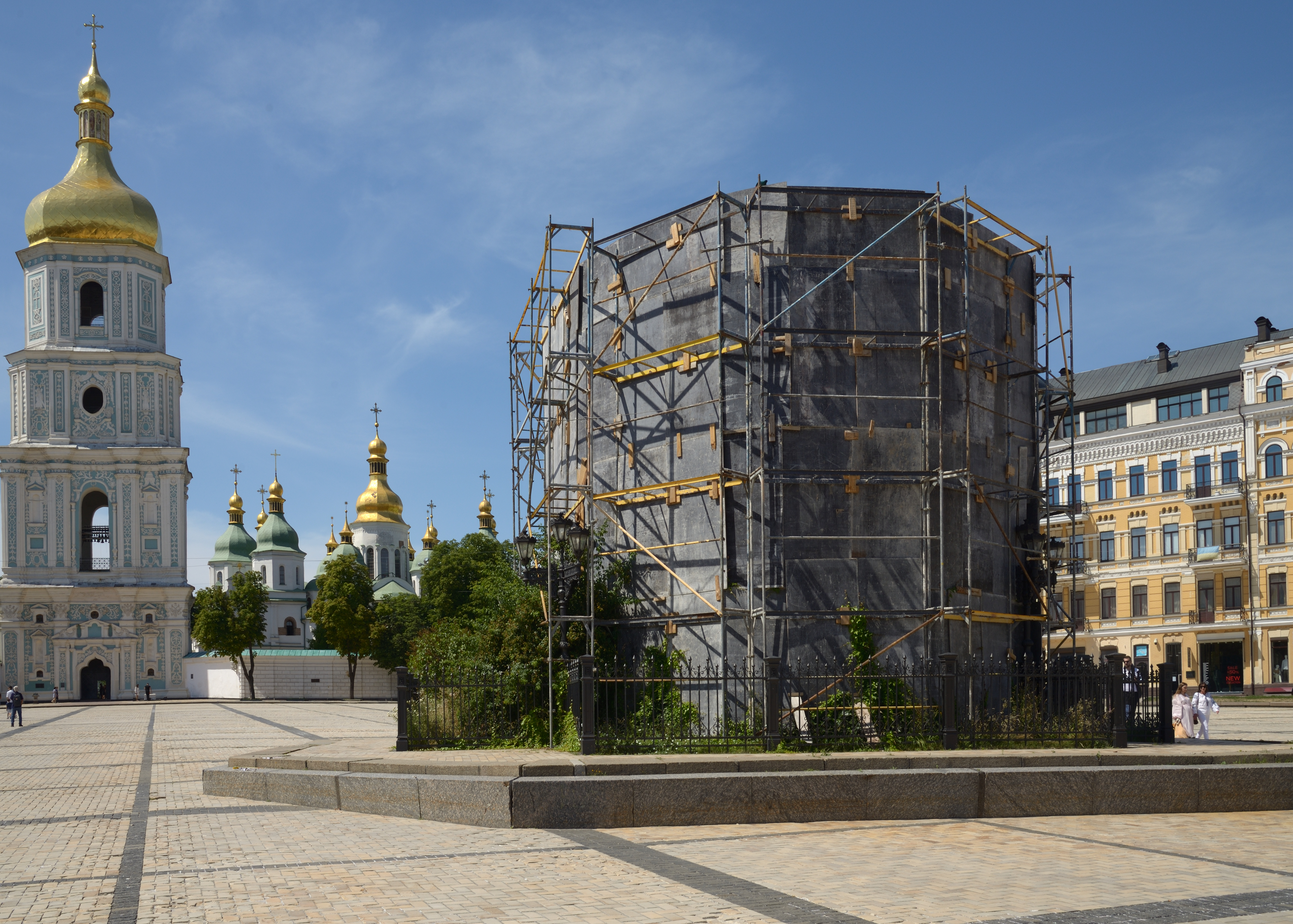
Пам'ятник, укритий від російських обстрілів. Липень, 2022